# Vicente Girón Villamandos
Vicente Girón Villamandos (Villaquejida, provincia de León, 1772- 21 de octubre de 1854). Abogado del Consejo de Castilla, durante la primera mitad del siglo XIX desempeñó por designación real los cargos de corregidor y alcalde mayor de diversas ciudades. Durante la dominación francesa colaboró con el mariscal de campo Juan Díaz Porlier. Fue comisionado para publicar la Constitución en varios pueblos de Palencia y Juez de diversas villas destacando en este papel durante el trienio liberal. Ostentó también las alcaldías de Villaobispo (Valladolid) y la de la ciudad de Jaén (1833-1835).

## Biografía

### Edad temprana
Nació en Villaquejida, entonces perteneciente al partido de Benavente, en 1872, en algún momento posterior al 23 de marzo de ese año.  
De acuerdo con un documento de relación de méritos datado en 1833, que consta en el Archivo Histórico Nacional, Vicente Girón estudió cinco años de Filosofía en el seminario de Astorga, al que se incorporó con aproximadamente 12 años de edad, y en el Convento de Santo Domingo en León, que posteriormente incorporó en la universidad de Valladolid. Cursó otro año de Filosofía moral, cuatro años de Leyes y dos años de Cánones (Derecho Canónico). Fue admitido en la clase de actuante del primer Gimnasio de Leyes debido a sus logros académicos.

### Carrera profesional
Obtuvo el título de Bachiller por la Universidad de Valladolid en junio de 1796, nemine discrepante. Logró su habilitación para ejercer como abogado en el Consejo de Castilla en 1800, y ejerció la abogacía en Benavente, cerca de su localidad natal, hasta 1803. Fue también alcalde mayor de Villaobispo, de Almuñécar (1804) y corregidor de Becerril de Campos, cargo al que accedió en 1805 (nombrado por el Rey el 3 de mayo).
Según lo descrito por Díaz Porlier, durante la dominación francesa Vicente Girón realizó labores de inteligencia para la división que comandaba, proporcionándole información que obtenía de diversos confidentes. Quedando comprometido ante los franceses hubo de emigrar a La Coruña y se acogió al general Mendizábal que lo destinó a La Rioja, donde se ocupó de conformar la correspondencia de estas tropas con su cuartel general.
Entre 1815 y 1835 desempeñó diversos puestos de responsabilidad en Andalucía: 
- El 5 de noviembre de 1821, fue elegido como  alcalde mayor del Puerto de Santa María, donde había ejercido de forma interina desde 1815.
- En 1823, asistió como magistrado interino a la audiencia de Sevilla y, posteriormente, también de forma interina, al Tribunal Especial de Guerra y Marina, que fue cerrado ese mismo año por la entrada del ejército francés.
- En octubre de 1825 era nombrado corregidor y capitán a guerra de la villa de Lucena.
- En 1930, se le concedieron los honores de Alcalde del Crimen honorario de la Real Chancillería de Granada, puesto que simultaneó con el de corregidor de Lucena.
- Desde el 8 de febrero de 1833 y hasta su sustitución por José Antonio Vázquez el 10 de enero de 1835, ostentó el cargo de Alcalde de la Ciudad de Jaén. Este nombramiento fue realizado por la Reina María Cristina, quien era regente en ese momento debido a la grave enfermedad de Fernando VII.[6]

En 1834 inicia un primer período como magistrado en la Audiencia de Valencia, donde comienza su actividad como alcalde del crimen mediante nombramiento en Real Decreto de 1834, donde consta que en ese momento era corregidor de la ciudad de Jaén. Tomó posesión del cargo el 15 de diciembre de 1834.
Poco después de la revolución de 1840 fue cesado del cargo junto a otros jueces por decisión de la Junta de Alcira. Presentó posteriormente varios testimonios escritos a su favor de varios altos cargos de Valencia, que demostraban su integridad y el cumplimiento de los principios legales liberales. Unos meses más tarde, el 19 de febrero de 1841, fue nombrado magistrado de la audiencia de Albacete en un decreto firmado por Espartero como Duque de la Victoria. Tomó posesión el 27 de marzo de ese mismo año. Desempeñó de forma interina el cargo de regente de esta ciudad durante los períodos de enfermedad de los regentes titulares y también en los momentos en que ese puesto estuvo vacante. El 29 de abril de 1844, por Real Decreto, fue nombrado Presidente de la Sala Primera de la Audiencia de Albacete.

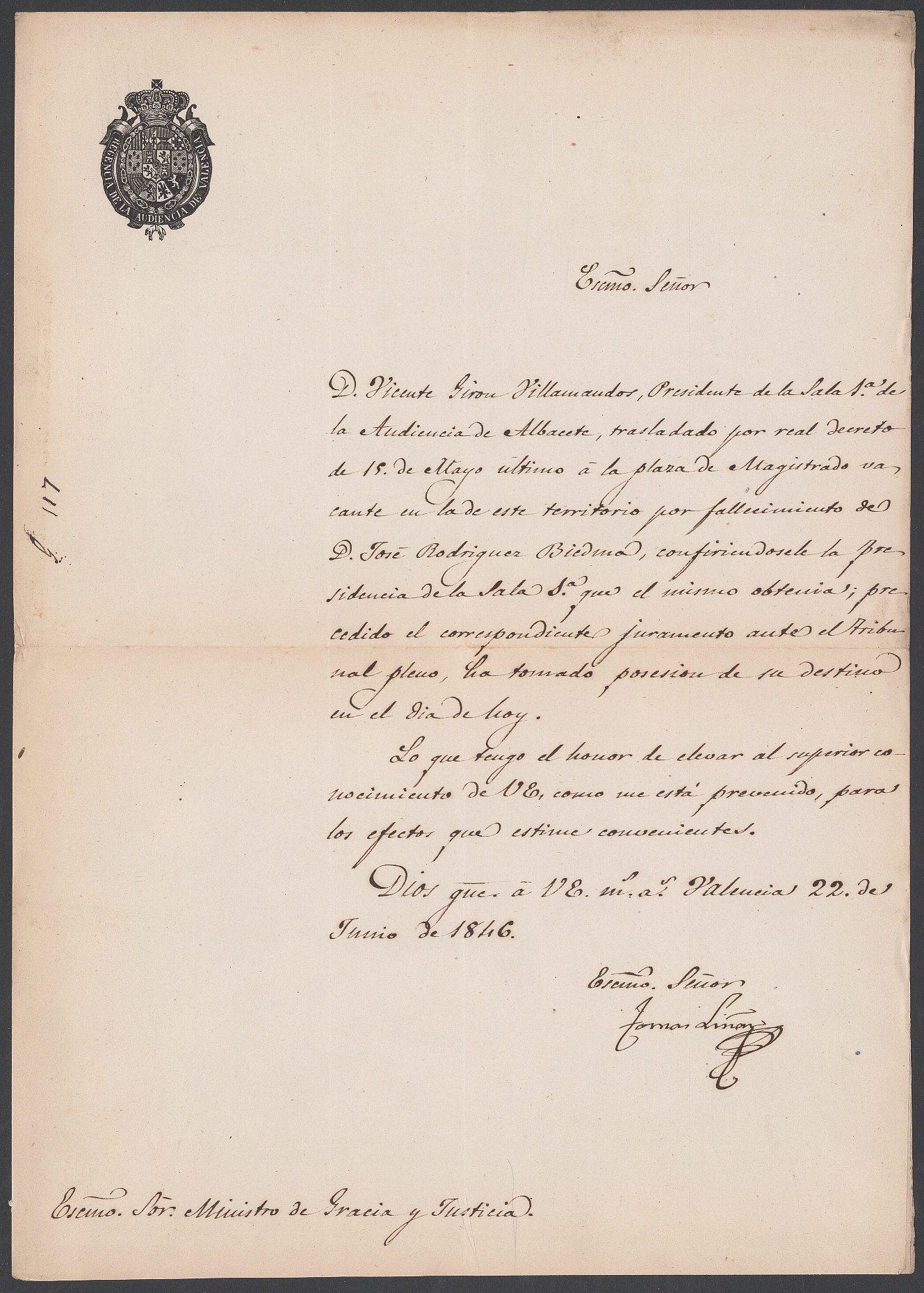
Nota de Tomás Liñán, regente de la Audiencia de Valencia, informando de la toma de posesión de Vicente Girón Villamandos como presidente de la Sala 1ª, 1946

El 22 de junio de 1846 inicia un segundo periodo como magistrado de la Audiencia de Valencia, en esta ocasión como presidente de la Sala Primera. Posteriormente, en 1849 la Guía de Forasteros le ubica como Jefe Civil de Distrito de la ciudad de Requena, en Cuenca, cargo que simultaneó con el anterior, ya que permaneció como presidente de sala en Albacete al menos hasta 1851, según reflejan las ediciones posteriores de esta guía.
Según consta en la Revista General de Legislación y Jurisprudencia, periódico oficial del Ilustre Colegio de Abogados de Madrid, en 1854 se jubiló como Presidente de Sala de la Audiencia de Valencia, siendo ya muy anciano y el juez de mayor edad y mayor tiempo de servicio del reino en aquel momento. Poco después, en el mes de octubre de ese mismo año, fallecía a causa del cólera.
Vicente Girón fue individuo de la Real Academia de San Carlos de Jurisprudencia Nacional teórico practica de la Universidad de Valladolid y de la Carlos III, ubicada en San Felipe el Real de Madrid, asimismo fue socio de la Real Sociedad Económica de Jaén.

## Familia

### Ascendencia
Vicente Girón era hijo de José Antonio Girón y Lobato y de María Juana Villamandos Román, hija del abogado José Villamandos Cadenas. El expediente del primero consta en Pleitos de Hidalguía que se conservan en el Archivo de la Real Chancillería de Valladolid. Ambos eran vecinos de Villaquejida, entonces perteneciente a Castilla La Vieja. José Antonio, padre de Vicente, era natural de Santa Marta de Tera, entonces dependiente del obispado de Astorga y actualmente en la provincia de Zamora.
Su bisabuelo era Francisco Girón y Torices, que fue vecino de Astorga y también de Santa Marta de Tera, donde ejerció como contador de cuentas de Procuradores a principios del siglo XVIII; era hijo de Cristóbal Girón y de María Torices y Represa y sobrino de Luis de Valencia y Torices y Antonia Torices y Represa, vecinos de Zamora y fundadores de un importante mayorazgo.
Entre las posesiones heredadas por Vicente de su familia figuran vínculos provenientes del siglo XVII en las localidades de Huete, de donde era originaria la familia paterna de Francisco Girón, y de Corral de Almaguer.

### Descendencia
Vicente Girón Villamandos casó con Catalina Alonso Prieto en Madrid, en la parroquia de Santa Cruz, y tuvo dos hijas, ambas nacidas en Becerril de Campos: 
- Joaquina Girón Alonso (-m.después de 1854).
- Faustina Girón Alonso.